# Валерия
Валерия — женское имя, происходит от той же основы, что и имя Валерий, от лат. valere — «быть сильным, здоровым».
На Русь принесено христианством из Византии. На 1988 год, согласно В. А. Никонова, это имя давалось в среднем не чаще двум на 1000 новорождённых девочек. Помехой для распространения женского варианта служила парность с мужским именем Валерий. В 2003 году одним из популярных в России женских имён было имя Валерия.
Возможным вариантом имени Валерия, как считала А. В. Суперанская, являлась Калерия (из-за ошибочного прочтения в как к), которое было переосмыслено из греческого кале/кали в значении «добрая, красивая, прекрасная».
Краткая форма имени — Лера.

## Святые
- Святая Валерия

## Именины
6 мая, 20 июня, 2 января, 13 июля